# 1962年の相撲
1962年の相撲（1962ねんのすもう）は、1962年の相撲関係のできごとについて述べる。

## 大相撲

### できごと
- 1月、初場所、蔵前国技館で15日間。大関若羽黒が関脇へ陥落。内田改め豊山が新入幕。横綱朝潮は場所前に引退、一代年寄となるが、振分（元大関松登）が大山を襲名し、朝潮は振分となる。
- 2月、協会役員改選で春日野が理事就任。大鵬がエールフランスの招待で渡欧。
- 3月、春場所、大阪府立体育会館で15日間。場所後の番付編成会議で佐田の山の大関昇進決定。
- 4月、二所ノ関部屋鉄筋4階建て新築落成。
- 5月、横綱若乃花引退、年寄二子山襲名。夏場所、蔵前国技館で15日間。片男波部屋への力士移籍をめぐって、二所ノ関（元佐賀ノ花）と片男波（元玉乃海）との間でもめ、玉ノ海梅吉が仲裁にはいる。場所後の番付編成会議で栃ノ海晃嘉と栃光の同時大関昇進決定。大鵬、柏戸一行がハワイ巡業へ出発。
- 7月、名古屋場所、金山体育館で15日間。栃ノ海と栃光が新大関となり5大関。
- 9月、二子山部屋土俵開き。秋場所、蔵前国技館で15日間。
- 10月、大阪準本場所15日間、横綱柏戸優勝。
- 11月、九州場所、福岡スポーツセンターで15日間。大関琴ヶ濱引退、年寄尾車襲名。
- 12月、第23代木村庄之助、停年引退。時津風理事長が紫綬褒章を受ける。

### 本場所
- 一月場所（蔵前国技館、14～28日）
幕内最高優勝 : 大鵬幸喜（13勝2敗,5回目）
  - 殊勲賞-青ノ里、敢闘賞-豊山、技能賞-栃ノ海

十両優勝 : 荒岐山正（12勝3敗）
- 三月場所（大阪府立体育会館 11～25日）
幕内最高優勝 : 佐田の山晋松（13勝2敗,2回目）
  - 殊勲賞-栃光、敢闘賞-豊國、技能賞-佐田の山

十両優勝 : 天津風武藏（11勝4敗）
- 五月場所（蔵前国技館、6～20日）
幕内最高優勝 : 　栃ノ海晃嘉（14勝1敗,1回目）
  - 殊勲賞-栃光、敢闘賞-栃ノ海、技能賞-栃ノ海

十両優勝 : 玉嵐孝平（12勝3敗）
- 七月場所（金山体育館、6月24～7月8日）
幕内最高優勝 : 大鵬幸喜（14勝1敗、6回目）
  - 殊勲賞-出羽錦、敢闘賞-廣川、技能賞-鶴ヶ嶺

十両優勝 : 琴櫻紀雄（11勝4敗）
- 九月場所（蔵前国技館、9～23日）
幕内最高優勝 : 大鵬幸喜（13勝2敗,7回目）
  - 殊勲賞-豊山、敢闘賞-豊山

十両優勝 : 若天龍祐三（12勝3敗）
- 十一月場所（福岡スポーツセンター、11～25日）
幕内最高優勝 : 大鵬幸喜（13勝2敗,8回目）
  - 殊勲賞-豊山、敢闘賞-豊山、技能賞-小城ノ花

十両優勝 : 岡ノ山喜郎（14勝1敗）

## 誕生
- 4月26日 - 琴稲妻佳弘（最高位：小結、所属：佐渡ヶ嶽部屋、年寄：粂川）[1]
- 5月22日 - 栃乃和歌清隆（最高位：関脇、所属：春日野部屋、年寄：春日野）[1]
- 7月1日 - 三杉里公似（最高位：小結、所属：二子山部屋）[2]
- 7月28日 - 若瀬川剛充（最高位：前頭筆頭、所属：伊勢ヶ濱部屋、+ 2011年【平成23年】）[3]
- 7月30日 - 両国梶之助（最高位：小結、所属：出羽海部屋、年寄：境川）[1]
- 8月31日 - 起利錦利郎（最高位：前頭2枚目、所属：鏡山部屋、年寄：勝ノ浦）[4]
- 9月2日 - 水戸泉政人（最高位：関脇、所属：高砂部屋、年寄：錦戸）[5]
- 9月4日 - 栃ノ華朝王（最高位：十両4枚目、所属：春日野部屋）
- 10月9日 - 大乃国康（第62代横綱、所属：花籠部屋→放駒部屋、年寄：芝田山）[3]
- 11月3日 - 出羽の洲聖（最高位：十両5枚目、所属：出羽海部屋、+ 2021年【令和3年】）
- 11月29日 - 床朝（元・特等床山、所属：三保ヶ関部屋→北の湖部屋→山響部屋、+ 2025年【令和7年】）[6]
- 12月3日 - 志朗（三役呼出、所属：押尾川部屋→大嶽部屋）[7]

## 死去
- 1月19日 - 高登渉（最高位：関脇、所属：高砂部屋、年寄：大山、* 1908年【明治41年】）[8]
- 2月28日 - 葦葉山七兵衛（最高位：前頭12枚目、所属：井筒部屋→双葉山道場、* 1913年【大正2年】）[9]
- 3月19日 - 備州山大八郎（最高位：関脇、所属：伊勢ヶ濱部屋→荒磯部屋、年寄：桐山、* 1919年【大正8年】）[10]
- 4月26日 - 鷹城山多作（最高位：前頭5枚目、所属：振分部屋、* 1904年【明治37年】）[11]
- 6月4日 - 櫻錦利一（最高位：小結、所属：出羽海部屋、年寄：高崎、* 1916年【大正5年】）[12]
- 8月6日 - 豊光重信（最高位：十両18枚目、所属：立浪部屋→双葉山道場→時津風部屋、若者頭：豊光、* 1925年【大正14年】）
- 9月9日 - 一ノ濱善之助（最高位：前頭4枚目、所属：井筒部屋、* 1897年【明治30年】）[13]